# Peto (See)
Der Peto (indonesisch Danau Peto) ist ein See auf der indonesischen Insel Roti (Kleine Sundainseln).

## Geographie
Der Peto liegt südlich des Weilers Peto im Verwaltungsgebiet des Desa Maubesi (Distrikt Rote Tengah, Regierungsbezirk Rote Ndao, Provinz Ost-Nusa Tenggara). Der Wasserstand ist sowohl in der Regenzeit, als auch in der Trockenzeit relativ stabil.

## Fauna
Der Peto ist eines der Gebiete, in dem man letzte Exemplare der Chelodina mccordi mccordi findet, einer Unterart der McCords Schlangenhalsschildkröte.  Direkt am See gibt es keine Siedlungen. Umrahmt ist er von Eukalyptusbäumen, bedeckt von Lotosblumen. Auch hier steht die Schildkröte durch illegalen Tierhandel und Verlust von Lebensraum kurz vor der Ausrottung.